# TDK SA

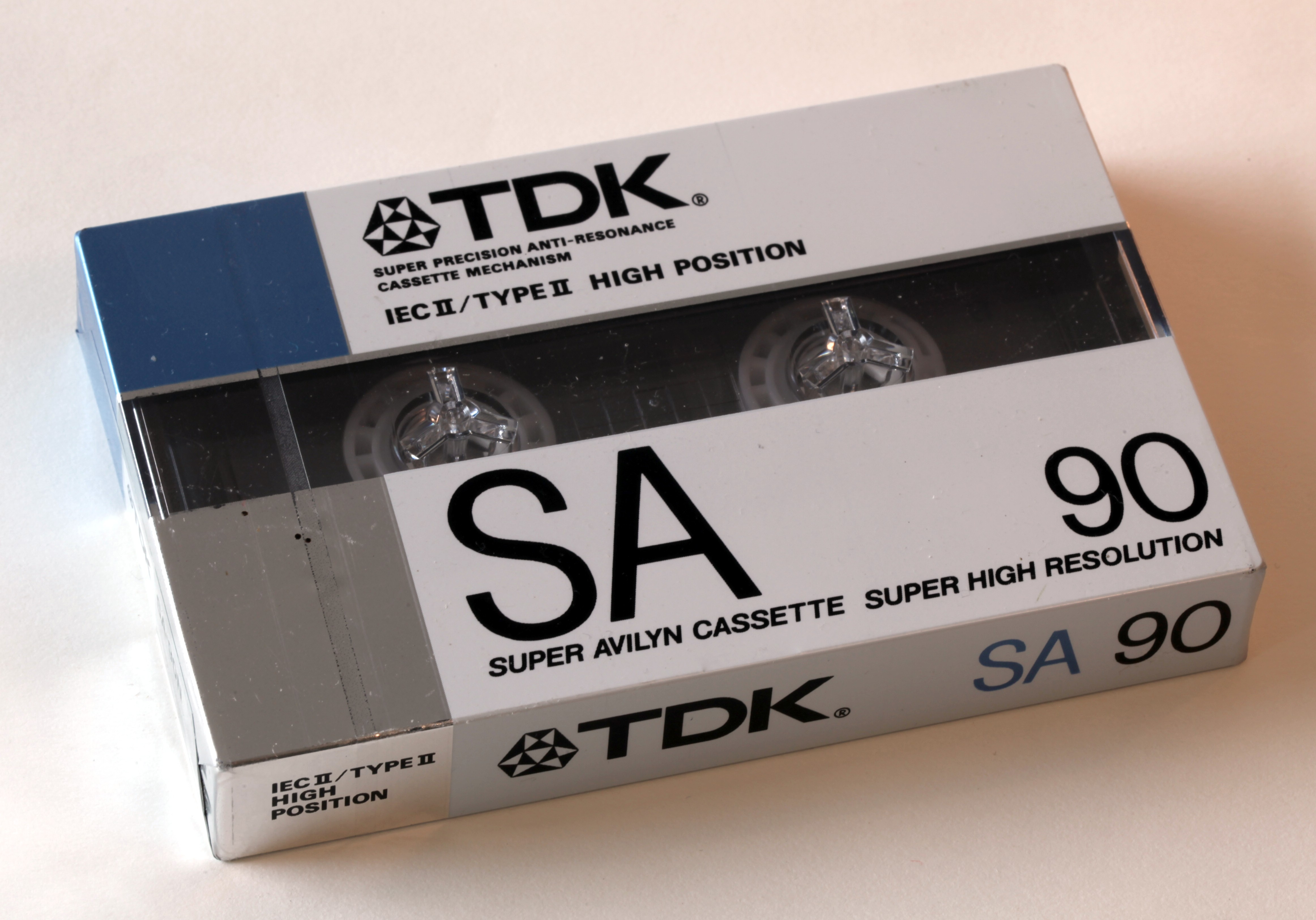
1987年から1989年まで発売された
5代目TDK SA
（画像は日本国外向け仕様）

SA（エスエー、スーパー・アビリン、SUPER AVILYN）は、TDKが1975年（昭和50年）から1997年（平成9年）まで製造・販売していたハイポジション（クロムポジション、IEC TYPE II）用コンパクトカセットテープ、および1981年（昭和56年）から1996年（平成8年）まで製造・販売していたEEポジション用オープンリールテープの名称、または商標である。
なお、本項では主にコンパクトカセットテープとしてのSAシリーズについて記述する。

## 概要
1975年3月1日に純粋なクロムテープのKRの後継として開発・発売。それまで定番だった二酸化クロムの磁性体からTDKが独自に開発した特殊な酸化鉄にコバルトイオンを吸着させた磁性体「AVILYN（アビリン）」をクロムテープと互換性を持たせた。
このSAは高域特性がクロムテープと同等でありながら、クロムの弱点である中低域でクロムを凌ぐ性能を持っており、さらに、クロムテープの最大の問題点であった原料の毒性や米デュポン社が持っていた製法特許による縛り、カセットレコーダー・カセットデッキのヘッドの摩耗なども回避することができた。その後は大手メーカーのカセットレコーダー・カセットデッキの基準に使用された。
その後も10回に渡り、改良・リニューアルを実施するが1997年3月に既存かつ格下のハイポジション用テープのAD2に統合される形で製造・出荷終了。これによりSAの商標は通算22年の歴史に幕を下ろすこととなった。

### SA-X
1979年（昭和54年）11月1日にSAの上位製品として発売され、アビリン磁性体を中低域用・中高域用に二層塗りしている。価格はC46が650円、C60が850円。その後、4回に渡り改良・リニューアルを実施するが1995年（平成7年）3月に上記のSAに統合される形で製造・出荷終了。なお、この当時メタルポジション用カセットテープを諸事情により販売することができなかった一部の欧州向け製品に限り、SA-X用の磁気テープ本体にMA-XG（初代）用とほぼ同じ3ピース構造によるNew RS（RS-Ⅱ）メカニズムを採用したカセットハーフを組合せた最上位版のSA-XGが存在し、1986年（昭和61年）から1990年（平成2年）にかけて現地で発売された。